# Biagio Rossetti
Biagio Rossetti (Ferrara, 1447 – 1516) va ser un arquitecte i urbanista italià.
Va treballar pràcticament tota la seva vida a la cort dels Este i va projectar i executar la construcció de la cèlebre Addizione Erculea encarregada pel duc Hèrcules I d'Este el 1492.
Gràcies en particular a aquest majestuós projecte, Rossetti pot ser considerat el primer urbanista a fer servir mètodes moderns d'explotació. I Ferrara gràcies a ell i la seva Addizione és considerada la primera ciutat moderna d'Europa.
Igualment va projectar i aixecar el famós Palazzo dei Diamanti, la principal característica és el carreu extern en marbre blanc.

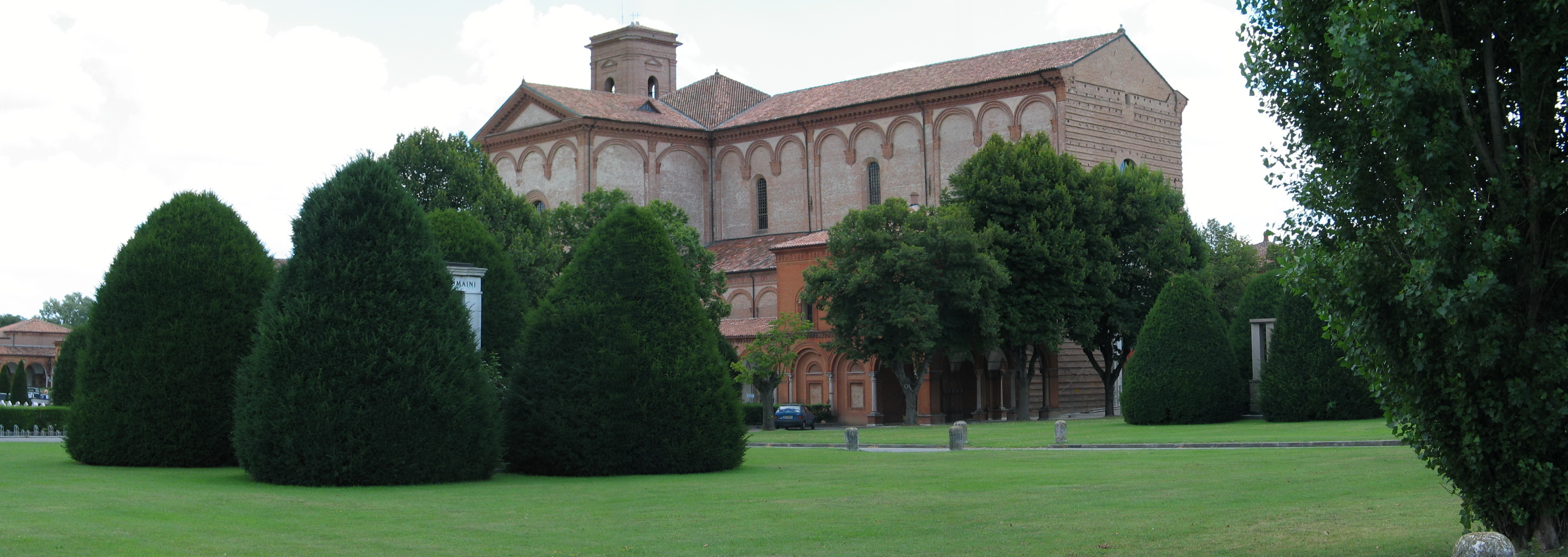
L'església de San Cristoforo al Cementiri de la Certosa

Les principals obres dissenyades i aixecades a Ferrara, a més a més al Palazzo dei Diamanti, són|:
- L'església de San Cristoforo en el Cementiri de la Certosa
- El Palazzo di Ludovico il Moro també anomenat Palazzo Costabili
- L'església de San Francesco
- El campanar del Monestir di San Giorgio fuori le mura.

Sempre a Ferrara, li va ser dedicada la FAF - Facoltà di Architettura di Ferrara, fundada el 1992.